# Симигиновський Максим
Симигиновський Максим (1758 — ?), учитель Києво-Могилянської Академії родом із Польщі.
Автор підручників:
- «Польская грамматика»,
- «Правописаніе россійское» (1794),
- «Правила для начинающих обучаться латинскому языку в Кіевской Академій» (1791) та ін.